# Präsident der Republik Finnland
Der Präsident der Republik Finnland (finnisch Suomen Tasavallan Presidentti, schwedisch Republiken Finlands President) ist das Staatsoberhaupt von Finnland. Er wird direkt vom Volk für sechs Jahre gewählt. Seit 1994 darf der Präsident nicht für mehr als zwei Amtsperioden gewählt werden. Gemäß der finnischen Verfassung muss der Präsident als finnischer Staatsbürger geboren sein. Das Präsidialamt existiert seit 1919. Der derzeitige Präsident ist seit dem 1. März 2024 Alexander Stubb.

## Präsidentschaftswahl
Kandidaten für die Präsidentschaftswahl können von allen registrierten Parteien aufgestellt werden, welche in den vorangegangenen Parlamentswahlen mindestens einen Sitz errungen haben. Ein Kandidat kann auch durch mindestens 20.000 Bürger nominiert werden.
Zwischen 1919 und 1988 wurde der Präsident indirekt durch ein Wahlmännergremium gewählt. Für die Präsidentschaftswahlen von 1988 wurde parallel eine direkte und eine indirekte Wahl durchgeführt: Falls keiner der Kandidaten die erforderliche Mehrheit in der Volkswahl für sich gewinnen konnte, lag die Entscheidung bei den Wahlmännern. Seit 1994 wird der finnische Präsident direkt vom Volk gewählt.
Falls nur ein Kandidat aufgestellt wird, wird er automatisch zum Präsidenten, ohne dass dafür Wahlen stattfinden. Anderenfalls findet der erste Wahlgang stets am vierten Sonntag im Januar des Wahljahres statt. Wenn im ersten Wahlgang der Kandidat mehr als die Hälfte der Stimmen auf sich vereint, dann ist er damit zum Präsidenten gewählt. Falls keiner der angetretenen Kandidaten die erforderliche Mehrheit erreicht, treten die beiden Kandidaten mit dem höchsten Stimmenanteil zwei Wochen später in einer Stichwahl gegeneinander an. Der Sieger aus diesem zweiten Wahlgang ist dann der rechtmäßig gewählte Präsident. Sollte dieser Wahlgang unentschieden ausgehen, wird die Wahl per Losentscheid getroffen. Der finnische Staatsrat (finnisch: Valtioneuvosto, schwedisch: Statsrådet) bestätigt das Wahlergebnis und führt falls notwendig die Ziehung des Loses durch.
In der Geschichte der finnischen Präsidentschaftswahlen gab es einige Abweichungen vom eigentlichen Prozedere. Der erste Präsident Kaarlo Juho Ståhlberg wurde aufgrund einer Übergangsregel der Verfassung von 1919 direkt vom Parlament gewählt. Da in den Jahren 1940 und 1943 wegen des Fortsetzungskrieges eine Wahl der Wahlmänner organisatorisch unmöglich war, nahm das Wahlmännergremium der vorherigen Präsidentschaftswahlen die Wahl vor. 1944 wurde Gustaf Mannerheim durch ein Parlamentsgesetz für sechs Jahre zum Präsidenten gewählt, nachdem Risto Ryti nach der Hälfte seiner Amtszeit zurückgetreten war. Die dritte Amtszeit von Präsident Urho Kekkonen wurde 1973 durch parlamentarisches Ausnahmegesetz um vier Jahre verlängert.
Bei der Präsidentschaftswahl 2018 erreichte Sauli Niinistö schon im ersten Wahlgang die absolute Mehrheit. Er ist damit der erste direktgewählte Präsident Finnlands, dem dies gelang.

## Amtseinführung

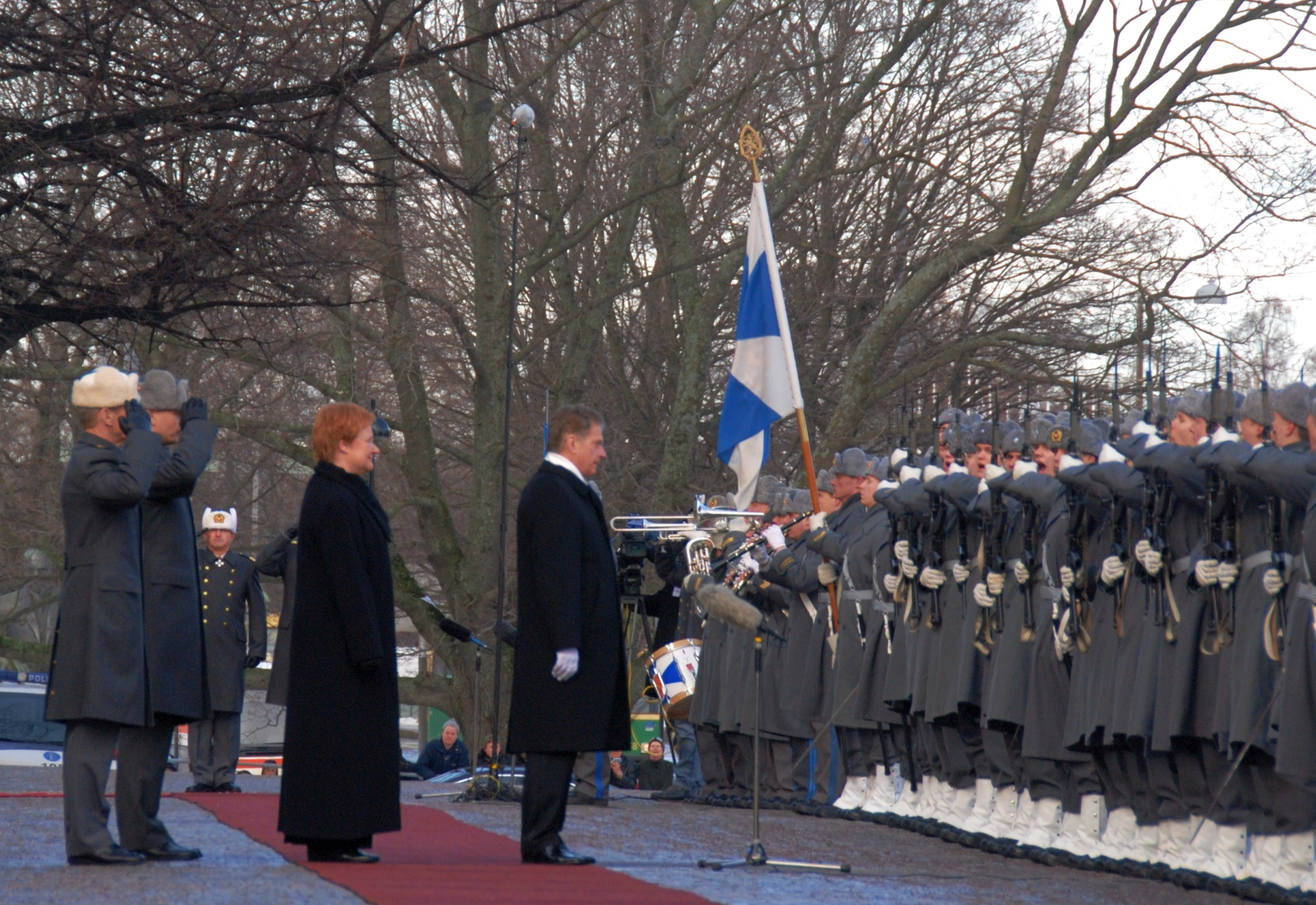
1. März 2012: Sauli Niinistö übernimmt das Präsidentenamt von Tarja Halonen

Der gewählte Präsident wird durch den Reichstagspräsidenten und den scheidenden Präsidenten im Parlamentsgebäude feierlich vereidigt. Er bezieht seinen Amtssitz am ersten Tag des Monats nach der Wahl. Die Eidesformel ist in Artikel 56 der finnischen Verfassung verankert und lautet:
- Auf Finnisch: „Minä N.N., jonka Suomen kansa on valinnut Suomen tasavallan presidentiksi, vakuutan, että minä presidentintoimessani vilpittömästi ja uskollisesti noudatan tasavallan valtiosääntöä ja lakeja sekä kaikin voimin edistän Suomen kansan menestystä.“
- Auf Schwedisch: „Jag N.N., som av Finlands folk har valts till president för Republiken Finland, försäkrar att jag i utövningen av presidentämbetet redligt och troget skall följa republikens konstitution och lagar samt efter all min förmåga främja det finska folkets välfärd.“
- Auf Deutsch: Ich N.N., der ich vom finnischen Volk zum Präsidenten der Republik Finnland gewählt worden bin, gelobe hiermit, dass ich in der Ausübung meines Amtes als Präsident die Verfassung und die Gesetze der Republik aufrichtig und ehrlich beachten werde und nach bestem Können das Wohl des finnischen Volkes mehren werde.

Die Amtszeit des neuen Präsidenten beginnt zum Zeitpunkt der feierlichen Erklärung (gegen 12:20 Uhr am Tag der Amtseinführung), zugleich endet die des scheidenden Präsidenten. Nach der Amtseinführung wird der neue Präsident durch seinen Vorgänger zur Ehrenformation außerhalb des Parlamentsgebäudes begleitet.
Die offizielle Anrede des Präsidenten lautet: Seine/Ihre Exzellenz, der/die Präsident/in der Republik Finnland (finn. Suomen Tasavallan Presidentti, schwed. Republiken Finlands President).

## Rechte und Pflichten
Die Aufgaben und Befugnisse des Präsidenten sind direkt in der Verfassung verankert.

### Präsidiale Sitzungen der Regierung

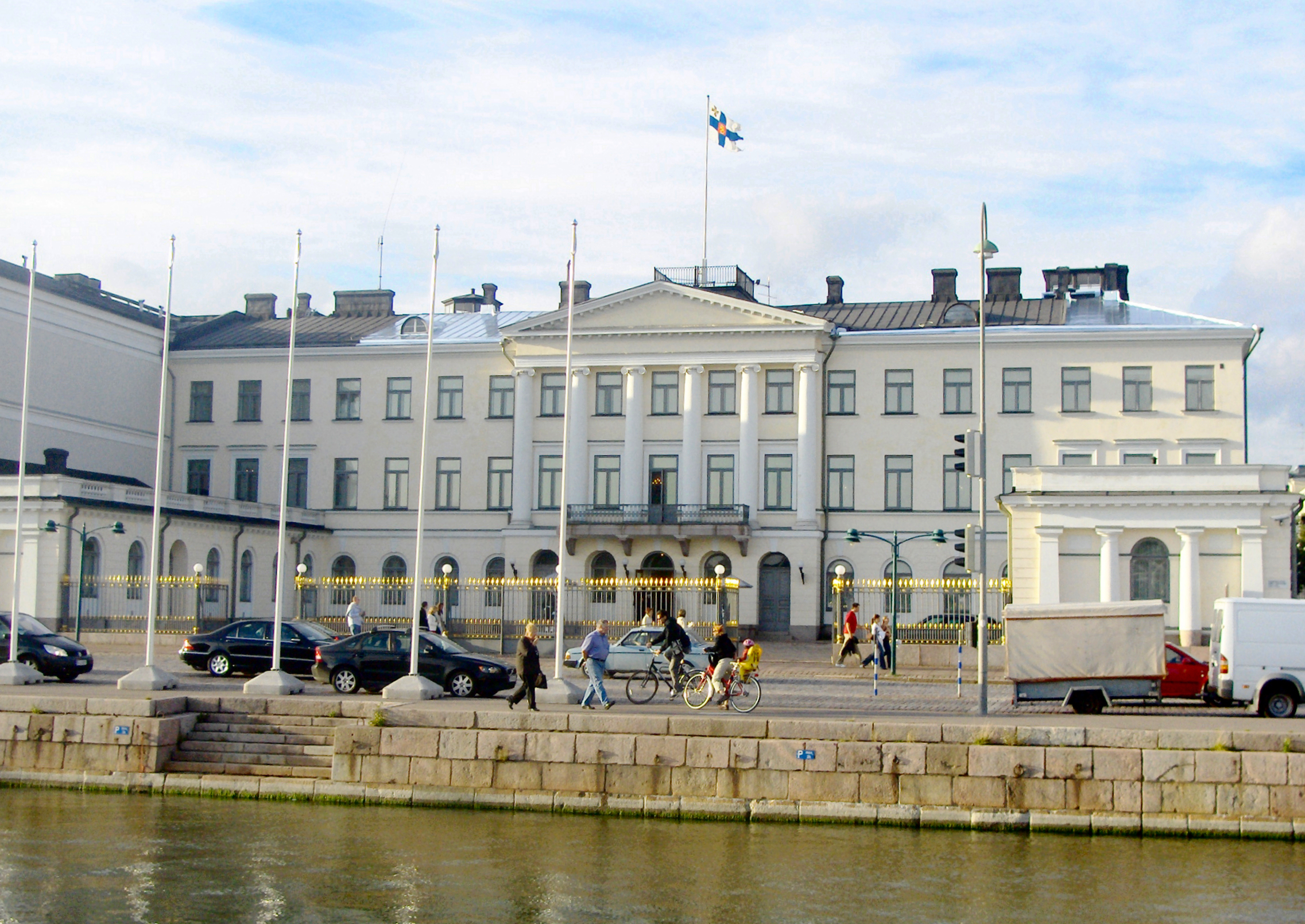
Der Präsidentenpalast in Helsinki

Der Präsident der Republik Finnland trifft seine Entscheidungen während der präsidialen Sitzungen der finnischen Regierung, welche üblicherweise ab 11 Uhr jeden Freitag abgehalten werden. Der Präsident trifft seine Entscheidungen in diesen Sitzungen auf Grundlage der Vorträge der jeweiligen Minister, die ihre Geschäftsbereiche vertreten und die für die Entscheidung wichtige Positionen darlegen. Die präsidialen Sitzungen werden vom Präsidenten selbst geleitet.
Sämtliche Minister begleiten die präsidialen Sitzungen der Regierung. Ebenfalls anwesend sind der Justizminister oder sein Vertreter sowie ein Sekretär der Regierungssitzung, der die Einhaltung des Zeitplans überwacht. Da der Präsident die Entscheidungen alleine trägt, wird keine Stimme aufgeführt. Während des Sommers werden die präsidialen Sitzungen nicht wöchentlich abgehalten. Der Versammlungsort ist manchmal in Kultaranta, der Sommerresidenz des Präsidenten in Naantali.

### Einberufung durch den Präsidenten
Der finnische Präsident hat kraft seines Amtes die Befugnisse, folgende Ämter zu besetzen:
- den Vorsitzenden und die Beisitzer des leitenden Gremiums der Finnischen Staatsbank
- Ernennung der „Landherren“ (finn. maaherra, schwed. landshövding), der finnischen Provinzen
- den Justizkanzler und dessen Stellvertreter
- den Oberstaatsanwalt und dessen Stellvertreter
- den ständigen Staatssekretär, die Unterstaatssekretäre des Außenministeriums sowie die höchsten Vertreter der anderen Ministerien, ferner den Rat der Botschaften und die Botschafter
- den Vorsitzenden des Geheimdienstes

Zusätzlich verfügt der Präsident über die Vollmacht, folgende Ämter zu besetzen:
- Offiziere der finnischen Streitkräfte sowie der Grenzwache
- die ständigen Richter einschließlich der Vorsitzenden des Obersten Gerichtshofes und des Obersten Verwaltungsgerichtshofes und deren Mitglieder, den Vorsitzenden und die Mitglieder des Berufungsgerichtes und des Berufungsgerichtes der Verwaltung

### Ernennung und Entlassung von Ministern
Der Ministerpräsident sowie die anderen Regierungsmitglieder (also die gesamte finnische Regierung) werden vom Präsident für ihre Ämter ernannt und entlassen. Nach den Parlamentswahlen oder in anderen Situationen, in denen sich das Parlament neu bildet, schlägt der Präsident unter Berücksichtigung der Konsultationen der parlamentarischen Fraktionen sowie des Parlamentssprechers den Ministerpräsidenten vor. Sobald das Parlament diesen Vorschlag durch die Mehrheit der Stimmen billigt, fährt der Präsident mit der Ernennung des Ministerpräsidenten und der Minister fort. Der Präsident ist von der Verfassung verpflichtet, eine Regierung oder einen Minister zu entlassen, wenn er das Vertrauen des Parlaments verloren hat.

### Internationale Beziehungen
Der finnische Präsident leitet zusammen mit der Regierung die Außenpolitik des Landes. Staatsverträge und andere internationale Verpflichtungen, welche die finnische Gesetzgebung betreffen werden vom Parlament umgesetzt. Sofern es nicht anders vereinbart ist, werden internationale Verpflichtungen durch Dekrete des Präsidenten umgesetzt. Entscheidungen über Krieg und Frieden trifft der Präsident mit Zustimmung des Parlaments.

### Gesetzgebung
Der Präsident unterschreibt und prüft sämtliche Gesetzesvorlagen des Parlaments, bevor diese Gesetze werden. Der Präsident muss innerhalb von drei Monaten über die Ratifizierung entscheiden und kann zum Eingang der Gesetzesvorlagen sowohl den Obersten Gerichtshof als auch die Oberste Bundesbehörde befragen, bevor er seine Zustimmung erteilt. Sollte der Präsident seine Zustimmung verweigern, kann das Parlament seinen Vorschlag überdenken und die Wiederaufnahme durch eine Stimmenmehrheit veranlassen. Die Gesetzesvorlage kann dann ohne Ratifizierung in Kraft treten. Wenn das Parlament an der Wiederaufnahme der Gesetzesvorlage scheitert, kann es nach eigenem Ermessen die Vorlage erlöschen lassen.

### Oberbefehlshaber der Streitkräfte
Der finnische Präsident ist der Oberbefehlshaber der Streitkräfte. Er kann diese Aufgabe jedoch an einen anderen finnischen Staatsbürger delegieren. Die Dienststelle des Präsidenten entscheidet über die Mobilmachung der Streitkräfte. Falls die Mobilmachung in einer Zeit getroffen wird, in der das Parlament keine Sitzung abhält, muss es sofort einberufen werden. Als Oberbefehlshaber hat der Präsident die Macht, militärische Befehle der allgemeinen Richtlinien zu erteilen, einschließlich der Entscheidungen über bedeutende Änderungen der Bereitschaft und Verteidigungsmaßnahmen.

### Notstandsbefugnisse
In besonderen außergewöhnlichen Umständen ist der Präsident berechtigt, der Regierung Notstandsgesetze aufzuerlegen, die bis zu einem Jahr dauern können. Die Anordnung muss dem Parlament zur Prüfung vorgelegt werden.

### Repräsentanz
Der amtierende finnische Präsident ist Großmeister und ist damit befugt, die Auszeichnung des Ordens des Löwen von Finnland sowie des Finnischen Ordens der Weißen Rose zu tragen. Des Weiteren vergibt der Präsident die Ehrentitel vuorineuvos/bergsråd (wörtlich „Bergrat“) und valtioneuvos/statsråd („Staatsrat“).
Der Präsident hält jährlich eine Neujahrsansprache am 1. Januar.

## Liste der finnischen Präsidenten
| #  | # | Bild                        | Name                                    | Amtsantritt       | Amtsaustritt      | Partei    |
| -- | - | --------------------------- | --------------------------------------- | ----------------- | ----------------- | --------- |
| 1  |   | Kaarlo Juho Ståhlberg       | Kaarlo Juho Ståhlberg (1865–1952)       | 27. Juli 1919     | 2. März 1925      | ED        |
| 2  |   | Lauri Kristian Relander     | Lauri Kristian Relander (1883–1942)     | 2. März 1925      | 2. März 1931      | ML        |
| 3  |   | Pehr Evind Svinhufvud       | Pehr Evind Svinhufvud (1861–1944)       | 2. März 1931      | 1. März 1937      | KOK       |
| 4  |   | Kyösti Kallio               | Kyösti Kallio (1873–1940)               | 1. März 1937      | 19. Dezember 1940 | ML        |
| 5  |   | Risto Ryti                  | Risto Ryti (1889–1956)                  | 19. Dezember 1940 | 4. August 1944    | ED        |
| 6  |   | Carl Gustaf Emil Mannerheim | Carl Gustaf Emil Mannerheim (1867–1951) | 4. August 1944    | 11. März 1946     | parteilos |
| 7  |   | Juho Kusti Paasikivi        | Juho Kusti Paasikivi (1870–1956)        | 11. März 1946     | 1. März 1956      | KOK       |
| 8  |   | Urho Kekkonen               | Urho Kekkonen (1900–1986)               | 1. März 1956      | 27. Januar 1982   | ML / KESK |
| 9  |   | Mauno Koivisto              | Mauno Koivisto (1923–2017)              | 27. Januar 1982   | 1. März 1994      | SDP       |
| 10 |   | Martti Ahtisaari            | Martti Ahtisaari (1937–2023)            | 1. März 1994      | 1. März 2000      | SDP       |
| 11 |   | Tarja Halonen               | Tarja Halonen (* 1943)                  | 1. März 2000      | 1. März 2012      | SDP       |
| 12 |   | Sauli Niinistö              | Sauli Niinistö (* 1948)                 | 1. März 2012      | 1. März 2024      | KOK       |
| 13 |   | Alexander Stubb             | Alexander Stubb (* 1968)                | 1. März 2024      | amtierend         | KOK       |

## Der Empfang am Unabhängigkeitstag
Traditionell findet am Unabhängigkeitstag (finnisch: itsenäisyyspäivä) am 6. Dezember eines jeden Jahres ein Empfang im Präsidentenpalast statt und ist ein vielbeachteter Termin im Kalender des Finnischen Präsidenten. Der Empfang wird durch das finnische Fernsehen übertragen und die Berichterstattung von vielen Zuschauern mitverfolgt. Die Zahl der geladenen Gäste aus Politik, Gesellschaft, Sport und Kultur schwankt zwischen 1600 und 2000.
Die Geschichte des Empfangs am Unabhängigkeitstag geht bis ins Jahr 1919 zurück. 1922 luden Präsident Ståhlberg und seine Gattin die Regierungsmitglieder, Diplomaten, hochrangige Offiziere, Veteranen, Künstler und weitere Prominente in den Präsidentenpalast ein. Der Empfang, der damals um 21 Uhr begann, dauerte bis tief in die Nacht. Ähnliche Empfänge wurden in den folgenden Jahren ebenfalls abgehalten, in den Anfangsjahren jedoch nicht regelmäßig.
Seit 1946 hat mit vier Ausnahmen jedes Jahr der Empfang im Palast stattgefunden. 1952 wurde der Empfang wegen einer Krankheit von Präsident Paasikivi abgesagt. Im Jahr 1972 fand der Empfang in Verbindung mit dem Konzert zum Unabhängigkeitstag in der Finlandia-Halle statt. Der Premierminister war damals der Gastgeber, da der Präsidentenpalast renoviert wurde. 1974 wurde aufgrund des Todes der Gattin des damaligen Präsidenten Urho Kekkonen auf den Empfang verzichtet. 1981 fand der Empfang ebenfalls in der Finlandia-Halle statt. Der kommissarisch amtierende Premierminister Eino Uusitalo hielt damals den Empfang wegen des schlechten Gesundheitszustands von Kekkonen ab.